# Warhammer 40,000: Darktide
Warhammer 40,000: Darktide är ett datorspel i actionspelsgenren, som utvecklades av Fatshark. Spelet var tidigare planerat att släppas 2021 till Microsoft Windows och Xbox Series X/S. Handlingen utspelar sig i Warhammer 40,000-universumet, där spelarna ansluter sig till Astra Militarum och får i uppdrag att undersöka den sektliknande sammanslutningen Admonition. I juli 2021 meddelade Fatshark att lanseringen hade blivit försenats till 2022 på grund av coronaviruspandemin.